# Grypania spiralis
Grypania spiralis je označení pro fosilní vláknité fotosyntetizující řasy nalezené v Montaně a v Michiganu, USA. Datují se do doby před 2,1 miliardami lety, tedy do starohor, kdy pravděpodobně vznikala první eukaryota. Dosahují velikosti až několika centimetrů.